# Sainte-Gemme-Moronval
Sainte-Gemme-Moronval é uma comuna francesa na região administrativa do Centro, no departamento Eure-et-Loir. Estende-se por uma área de 5,47 km². Em 2010 a comuna tinha 1 113 habitantes (densidade: 203,5 hab./km²).